# Kill Karma - Neslintrovabili
Kill Karma - Neslintrovabili è il secondo EP del cantautore italiano Nesli, pubblicato il 10 febbraio 2017 dalla Universal Music Group.

## Descrizione
Uscito in concomitanza con la partecipazione di Nesli al Festival di Sanremo 2017, l'EP si compone di sei brani, tra cui il singolo Do retta a te, inciso in duetto con la cantante Alice Paba e presentato alla sopracitata manifestazione.

## Tracce
1. Do retta a te (feat. Alice Paba) – 3:31
2. Dove sto andando – 4:56
3. Tesoro non conta – 2:46
4. Vivere è ridere (Acoustic Version) – 3:35
5. Ma il cielo è sempre più blu (feat. Alice Paba) – 3:09 – originariamente interpretata da Rino Gaetano
6. Do retta a te (Solo Version) – 3:39